# Emeryville
Emeryville é uma pequena cidade localizada no estado norte-americano da Califórnia, no Condado de Alameda. Foi incorporada em 8 de dezembro de 1896.
Situa-se no corredor entre as cidades de Berkeley e Oakland. Sua proximidade de São Francisco e do Vale do Silício tem favorecido o seu crescimento económico.
A sede da Pixar Animation Studios localiza-se na cidade.

## Geografia
De acordo com o United States Census Bureau, a cidade tem uma área de 5,2 km², onde 3,2 km² estão cobertos por terra e 2 km² por água.

## Demografia
Segundo o censo nacional de 2010, a sua população é de 10 080 habitantes e sua densidade populacional é de 3 113,53 hab/km². É a cidade menos populosa do condado de Alameda. Possui 6 646 residências, que resulta em uma densidade de 2 052,83 residências/km².

## Marco histórico
Emeryville possui apenas uma entrada no Registro Nacional de Lugares Históricos, a Remar Bakery.